# 高山市立国府中学校
高山市立国府中学校 （たかやましりつ こくふちゅうがっこう）は、岐阜県高山市にある公立中学校。
校区は高山市国府町全域（旧・吉城郡国府町）であり、国府小学校の児童が進学する。

## 沿革
- 1947年（昭和22年）4月1日 - 国府村立国府中学校として開校。国府小学校の校舎の一部を仮校舎とする。
- 1948年（昭和23年） - 現在地に新築移転。
- 1964年（昭和39年）11月3日 - 町制施行により国府町となる。同時に国府町立国府小学校に改称する。
- 1981年（昭和56年） - 新校舎（鉄筋コンクリート造）、新体育館が完成。
  - この頃から校内のトイレが未改修のため、2024年（令和6年）6月28日に生徒会が副市長にトイレの改修を要望した[1]。
- 2005年（平成17年）2月1日 - 国府町が高山市に編入される。同時に高山市立国府中学校に改称する。